# Tilletiopsis lilacina
Tilletiopsis lilacina är en svampart som beskrevs av Tubaki 1952. Tilletiopsis lilacina ingår i släktet Tilletiopsis, klassen Exobasidiomycetes, divisionen basidiesvampar och riket svampar.   Inga underarter finns listade i Catalogue of Life.